# Storholmen (Bergen)
Ne doit pas être confondu avec Storholmen, Storholmen (Etne), Storholmen (Fusa), Storholmen (Kvinnherad), Storholmen (Lindås), Storholmen (Masfjorden) ou Storholmen (Osterøy).
Storholmen est une île norvégienne du comté de Hordaland appartenant administrativement à Bergen.

## Description
Rocheuse et couverte d'arbres, elle s'étend sur environ 142 m de longueur pour une largeur approximative de 114 m. Une passerelle la relie à Håkonsvern.  